# Lothar Steuer

Lothar Steuer

Ludwig Lothar Steuer (* 31. Dezember 1893 in Kreuznach; † 20. Mai 1957 in Düsseldorf) war ein deutscher Jurist, Verwaltungsbeamter und Politiker (DNVP, später DKP-DRP, FDP).

## Leben und Beruf
Nach dem Volksschulabschluss und dem Besuch des Gymnasiums in Bad Kreuznach studierte Steuer Rechts- und Staatswissenschaften sowie Nationalökonomie an den Universitäten in Bonn und Heidelberg. Er nahm von 1914 bis 1918 als Soldat am Ersten Weltkrieg teil, wurde 1916 zum Leutnant der Reserve befördert und während des Krieges mit beiden Eisernen Kreuzen ausgezeichnet. Seit 1919 war er Freikorpsmitglied. 1929 übernahm er die Schriftleitung der Deutschen Selbstverwaltung. Von 1940 bis 1945 nahm er als Soldat am Zweiten Weltkrieg teil. Nach dem Kriegsende war er als Beamter in der Kommunalverwaltung tätig.

## Partei
Steuer trat 1919 in die DNVP ein und wurde im gleichen Jahr Geschäftsführer der Partei in Hofgeismar und Kassel. Seit 1921 war er Landesgeschäftsführer der Deutschnationalen für Hessen-Nassau. Außerdem schloss er sich 1926 dem Stahlhelm an. Nach 1945 zählte er zu den Gründern der DKP-DRP.
An den Verhandlungen der DKP-DRP mit der Deutschen Partei und der hessischen Nationaldemokratischen Partei am 1. Juli 1949 über einen gemeinsamen Wahlantritt zur Bundestagswahl 1949 nahm Steuer für seine Partei gemeinsam mit Wilhelm Jaeger, Eldor Borck, Ludwig Schwecht, Leonhard Schlüter und Adolf von Thadden teil. Obwohl die Pläne recht weit gediehen waren, scheiterten sie schlussendlich. Grund war die Erklärung der britischen Militärregierung, eine Fusionspartei werde keine Lizenz erhalten und könne somit nicht zur Wahl antreten.
Als sich 1950 der niedersächsische Landesverband der DKP-DRP mit der NDP zur DRP vereinigte, blieb Steuer bei der Minderheit, die die Partei als Nationale Rechte weiterführte. 1954 trat er wie die meisten verbliebenen NR-Mitglieder in die FDP ein.

## Abgeordneter
Steuer war von 1924 bis 1933 Stadtverordneter in Kassel. 1924 wurde er in den Preußischen Landtag gewählt, dem er bis 1933 angehörte. Von 1933 bis 1938 war er Mitglied des Deutschen Reichstages und dort Gast der NSDAP-Fraktion.
Steuer wurde 1950 als Vertreter der Nationalen Rechten über die Landesliste der Freidemokraten in den Nordrhein-Westfälischen Landtag gewählt, dem er bis zu seinem Tode angehörte. Er war zunächst Hospitant der FDP-Fraktion, in die er am 24. Januar 1954 übertrat und als deren stellvertretender Vorsitzender er von Juli 1954 bis April 1955 fungierte. Von Juli 1954 bis Mai 1957 amtierte er als Zweiter Vizepräsident des Landtages.

## Öffentliche Ämter
Steuer war 1933/34 Stadtrat in Kassel und amtierte seit 1935 als Bürgermeister der Stadt Bocholt.